# Liste der Monuments historiques in Gerland (Côte-d’Or)
Die Liste der Monuments historiques in Gerland führt die Monuments historiques in der französischen Gemeinde Gerland auf.

## Liste der Immobilien
| Bezeichnung      | Beschreibung                    | Standort                     | Kennzeichnung | Schutzstatus | Datum | Bild           |
| ---------------- | ------------------------------- | ---------------------------- | ------------- | ------------ | ----- | -------------- |
| Kirche St-Pierre | aus dem 12. und 13. Jahrhundert | Place de la Demi-Lune (Lage) | PA00112476    | Inscrit      | 1925  | weitere Bilder |

## Liste der Objekte
| Bezeichnung               | Beschreibung                                             | Standort                       | Kennzeichnung | Schutzstatus | Datum | Bild           |
| ------------------------- | -------------------------------------------------------- | ------------------------------ | ------------- | ------------ | ----- | -------------- |
| Skulptur Madonna mit Kind | Kalkstein, farbig gefasst und vergoldet, 15. Jahrhundert | in der Kirche St-Pierre (Lage) | PM21001278    | Classé       | 1912  | weitere Bilder |